# Calomys tocantinsi
Calomys tocantinsi (Каломіс токантінська) — вид гризунів з родини Хом'якові (Cricetidae). Вид знаходиться в Бразилії. Каріотип: 2n = 46, FNa= 66.

## Проживання
Цей вид відомий з штатів Гояс, Мату-Гросу і Токантінс, центральної Бразилії. Цей вид знаходиться на межі галерейного лісу, Серрадо. 

## Загрози та охорона
Руйнування середовища проживання відбувається у всьому діапазоні поширення (за винятком територій, що охороняються). Зустрічається в Araguaia National Park.